# Guerra yemenita del 1979
La guerra yemenita del 1979 fu un breve conflitto di frontiera intercorso tra il 24 febbraio e il 19 marzo 1979 e che vide contrapposti la Repubblica Araba dello Yemen (o Yemen del Nord) e la Repubblica Democratica Popolare dello Yemen (o Yemen del Sud).
Da sempre altalenanti tra tentativi di unificazione e conflitto aperto, i rapporti tra i due Yemen peggiorarono sensibilmente tra la fine del 1978 e l'inizio del 1979 a causa del sostegno dato dai due governi ai rispettivi gruppi di oppositori armati attivi entro i confini del vicino. Questo portò a un prolungato stato di tensione militare lungo la frontiera tra i due paesi, sfocato in scaramucce armate tra le opposte forze armate iniziate il 24 febbraio 1979: ad attacchi delle forze nordyemenite contro i villaggi di frontiera fece seguito una massiccia controffensiva delle forze sudyemenite, che attraversarono il confine e posero l'assedio alle città di Taʿizz e al-Bayda'; il controllo del cielo e una certa superiorità in armamenti da parte dei sudyemeniti frustrarono poi i contrattacchi dei nordyemeniti.
Il conflitto vide ben presto schierarsi le grandi superpotenze della guerra fredda, con l'Unione Sovietica, Cuba e la Repubblica Democratica Tedesca che supportavano le forze sudyemenite mentre Stati Uniti d'America, Arabia Saudita e Iraq fornivano armamenti ai nordyemeniti. Alla fine, negoziati promossi dalla Lega araba portarono alla stipula di un accordo di pace il 20 marzo 1979, che impose un sostanziale ritorno allo status quo ante bellum e il ritiro delle opposte forze militari dal loro lato della frontiera.

## Antefatti
Il territorio corrispondente all'attuale Yemen fu, per un lungo periodo della sua storia, diviso in due distinte entità statali. Già parte dell'Impero ottomano, la parte settentrionale del pase, affacciata sul Mar Rosso, proclamò la sua indipendenza nel 1918, costituendosi poi come Regno Mutawakkilita dello Yemen con capitale Sana'a. Un colpo di Stato promosso da ufficiali delle forze armate di tendenze nasseriste portò, nel 1962, alla deposizione del monarca e alla proclamazione di una Repubblica Araba dello Yemen (RAY); ne seguì una lunga e violenta guerra civile tra il governo repubblicano, sostenuto dall'Egitto e dall'Unione Sovietica, e i guerriglieri tribali fedeli al passato regime monarchico, sostenuti dall'Arabia Saudita e dal Regno Unito. Il conflitto si concluse infine nel 1970 con un accordo di compromesso: le ali estreme di entrambe le fazioni furono tagliate fuori, e a Sana'a si insediò un governo repubblicano di tendenze conservatrici che, progressivamente, allentò gli originari legami con l'Unione Sovietica favorendo invece le relazioni con l'Arabia Saudita e il Blocco occidentale.
La parte meridionale dello Yemen, affacciata sul Mar Arabico, cadde sotto l'influenza coloniale del Regno Unito sin dal 1839. In vista di una futura decolonizzazione della regione, nel 1959 i britannici riorganizzarono il territorio in una Federazione degli Emirati Arabi del Sud (dal 1962 Federazione dell'Arabia Meridionale), autonoma ma inizialmente ancora dipendente dal Regno Unito per la gestione di finanze, difesa e politica estera. L'avvio di un percorso per la concessione di una piena indipendenza alla Federazione spinse le più attive organizzazioni indipendentiste sudyemenite, ideologicamente ispirate ai dettami del marxismo e del nasserismo, a prendere le armi nel 1963 per assicurarsi il controllo del nuovo Stato; ne seguì un conflitto di guerriglia con le truppe britanniche e della Federazione proseguito fino al 1967, quando infine il Regno Unito si ritirò completamente dalla regione. Senza il supporto britannico la Federazione collassò rapidamente, lasciando il posto a una Repubblica Popolare dello Yemen Meridionale con capitale Aden, dominata dal principale gruppo guerrigliero indipendentista, il Fronte di Liberazione Nazionale (FLN). Contrasti interni allo stesso FLN portarono ben presto all'eliminazione della componente nasserista e al predominio di quella marxista: nel 1970 lo Stato cambiò nome in Repubblica Democratica Popolare dello Yemen (RDPY) e adottò una costituzione di stampo marxista-leninista, stabilendo solidi legami con il Blocco orientale e l'Unione Sovietica.
Subito dopo l'indipendenza entrambi gli Stati yemeniti mostrarono interesse per l'avvio di negoziati volti a creare un unitario Yemen indipendente, ma le differenze ideologiche tra i regimi di Sana'a e Aden minarono ben presto questi sforzi. Mentre i negoziati stagnavano l'ostilità tra i due regimi andava crescendo, sfociando in scontri armati: sia Sana'a che Aden iniziarono ben presto a offrire ospitalità, basi di addestramento e armi ai gruppi di dissidenti interni attivi nei confini dell'altro, appoggiando le loro campagne di guerriglia contro i governi in carica. Questo reciproco supporto agli oppositori interni portò, tra il settembre e l'ottobre 1972, a una prima guerra aperta tra Yemen del Nord e Yemen del Sud: il breve conflitto vide i nordyemeniti, incoraggiati dall'Arabia Saudita, appoggiare un tentativo di invasione della RDPY da parte di forze dissidenti interne, che tuttavia furono rapidamente sconfitte e ricacciate oltre la frontiera dalle truppe sudyemenite. Il conflitto si concluse con un accordo di pace siglato a Il Cairo in ottobre che impose un sostanziale ritorno allo status quo ante bellum, cui fece seguito alla fine del 1972 un incontro a Tripoli tra delegazioni dei due governi per il rilancio dei negoziati di unificazione.
A dispetto di questi accordi, le relazioni tra Sana'a e Aden continuarono a procedere con andamento altalenante: i rapporti peggiorarono alla metà del 1973 dopo l'omicidio dello sceicco Muhammad Ali Uthman, importante esponente del governo della RAY, da parte di supposti dissidenti di sinistra appoggiati dalla RDPY, ma conobbero un miglioramento dal 1974, quando il generale Ibrahim al-Hamdi prese il potere a Sana'a con un colpo di Stato. Al-Hamdi si fece promotore di un'importante opera di riformatrice della società e dell'economia nordyemenita, ma il suo governo venne giudicato come "troppo di sinistra" dagli ambienti conservatori e, nel 1977, al-Hamdi fu assassinato; alla presidenza della RAY gli succedette il generale Ahmad al-Ghashmi, il quale tuttavia poté governare per soli otto mesi: nel 1978 anche questi venne assassinato in un attentato ordito dai sudyemeniti. Alla guida della RAY giunse quindi un altro generale, 'Ali 'Abd Allah Saleh, di chiara ideologia anti-comunista: forte del supporto dell'Arabia Saudita, Saleh consolidò rapidamente il suo potere sullo Yemen del Nord. Nel mentre, anche ad Aden si svolgevano sanguinosi rivolgimenti interni: nel 1978 il contrasto tra il presidente della repubblica Salim Rubayy' 'Ali e il segretario del FLN Abd al-Fattah Isma'il sfociò in scontri armati tra le opposte fazioni; Rubayy' 'Ali venne deposto e assassinato, e Isma'il si pose alla guida di un regime di stampo sovietico. L'intransigenza dei due nuovi presidenti portò ben presto i due paesi verso la guerra: Isma'il provò a rilanciare il processo di riunificazione tramite negoziati, ma quando questi fallirono lo Yemen del Sud riprese i suoi aiuti militari al movimento guerrigliero socialista dello Yemen del Nord (il Fronte Democratico Nazionale o FDN), i cui ranghi si erano nel frattempo rafforzati tramite l'integrazione di diversi seguaci del precedente presidente al-Hamdi. Nell'ottobre 1978 un tentativo di colpo di Stato a Sana'a da parte di sostenitori di al-Hamdi venne di poco sventato dalle forze pro-Saleh; unità del FDN iniziarono a infiltrarsi nello Yemen del Nord provenendo dal territorio sudyemenita, mentre tre brigate di truppe regolari della RDPY si andavano ad ammassare lungo il confine tra i due Yemen.

## La guerra

### Gli scontri
Il 24 febbraio 1979 scontri armati tra le opposte truppe presero vita in vari punti lungo la frontiera tra i due Yemen. Guidati da ufficiali ultra-radicali, truppe nordyemenite attraversarono la frontiera e attaccarono vari villaggi in territorio sudyemenita; le schermaglie di frontiera degenerarono ben presto in scontri aperti con l'impiego di armamenti pesanti: il 25 febbraio le forze sudyemenite rivendicarono l'abbattimento tramite missili antiaerei portatili Strela-2 di due caccia MiG-17 nordyemeniti intenti a mitragliare le loro postazioni, anche se apparentemente solo uno degli aerei venne colpito ma riuscì a rientrare alla sua base di al-Dailami vicino Sana'a.
Il 28 febbraio le truppe sudyemenite, appoggiate dai guerriglieri del FDN, sferrarono una massiccia controffensiva per ricacciare le unità nordyemenite dal loro territorio; la controffensiva fu aperta quella mattina da una riuscita incursione di caccia MiG-21 e cacciabombardieri Su-22 sudyemeniti contro la base aerea di Taʿizz, dove almeno sei MiG dell'aviazione nordyemenita furono lasciati distrutti al suolo. Le forze nordyemenite erano superiori in numero in generale, ma furono colte di sorpresa e superate in numero dai sudyemeniti nei settori sotto attacco: sottoposte a continui bombardamenti aerei e di artiglieria e attaccate da colonne di carri armati sudyemeniti, le unità di Sana'a dovettero non solo ripiegare dietro il confine ma anche arretrare ulteriormente sul proprio territorio.
Le unità sudyemenite avanzarono in profondità all'interno dello Yemen del Nord, ma la resistenza nordyemenita si ricompattò dopo che le truppe si furono trincerate a difesa degli approcci alle città di Taʿizz e al-Bayda', finite ben presto assediate dai sudyemeniti. Dopo aver perso due cacciabombardieri Su-22 abbattuti dal fuoco da terra, l'aviazione sudyemenita lanciò un'efficace campagna di attacchi contro le difese antiaeree nordyemenite, mettendole fuori uso; pattuglie di caccia MiG-21 sudyemeniti tennero lontane le forze aeree nemiche abbattendo almeno tre caccia MiG-17 nordyemeniti, lasciando alle unità di Aden il controllo del cielo sopra il campo di battaglia. Dopo che le unità sudyemenite si furono impadronite di alcune alture dominanti nella zona di Taʿizz e al-Bayda', una divisione corazzata nordyemenita tentò di lanciare un contrattacco; l'unità finì con l'incappare in pesanti attacchi aerei nemici e poi in bombardamenti sferrati da unità di lanciarazzi BM-21 sudyemeniti, e l'azione si risolse in un fallimento con più di 30 carri armati nordyemeniti lasciati distrutti sul campo. Mentre l'assedio di Taʿizz proseguiva, l'8 marzo caccia sudyemeniti si spinsero fino a bombardare la capitale Sana'a, e due giorni dopo colpirono al-Hudayda, principale scalo portuale dello Yemen del Nord.

### L'intervento internazionale
Il conflitto vide ben presto il coinvolgimento di attori stranieri. Le forze armate sudyemenite potevano contare su un massiccio supporto da parte del Blocco orientale, non solo in armamenti ma anche in consiglieri militari e specialisti integrati nelle forze armate: questi ultimi comprendevano circa 1000 consiglieri sovietici, circa 800 truppe cubane e un centinaio di tedeschi dell'est. L'invasione dello Yemen del Nord da parte delle ofrze filo-sovietiche del Sud portò l'Arabia Saudita a schierarsi immediatamente dalla parte di Sana'a: dopo aver convocato un vertice di emergenza della Lega araba per condannare l'invasione dei sudyemeniti, Riad iniziò a trasferire armamenti a favore dello Yemen del Nord. Anche l'Iraq prese le parti dello Yemen del Nord, inviando specialisti dell'antiaerea per aiutare a proteggere Sana'a da altre incursioni dei sudyemeniti
Similmente, anche gli Stati Uniti d'America intervennero nella crisi schierandosi a favore dello Yemen del Nord: già nel 1977 gli statunitensi avevano varato un piano di aiuti militari alla Repubblica Araba dello Yemen comprensivo della cessione di armamenti pesanti quali cannoni e missili antiaerei, ma davanti al peggiorare della crisi il 7 marzo 1979 l'amministrazione del presidente Jimmy Carter approvò con un ordine esecutivo un massiccio pacchetto di aiuti militari statunitensi allo Yemen del Nord del valore di 390 milioni di dollari (pagati dai sauditi), il quale previde la cessione di armamenti pesanti quali 60 carri armati M60 Patton, 50 veicoli trasporto truppe M113 e dodici caccia Northrop F-5 (più altri quattro ceduti dai sauditi) con 300 missili aria-aria AIM-9 Sidewinder. Poiché i nordyemeniti non erano addestrati a pilotare l'F-5, con l'intermediazione dei sauditi vennero reclutati 80 tra piloti e specialisti di terra di Taiwan per operare i velivoli a favore dello Yemen del Nord. Infine, come dimostrazione di forza gli statunitensi schierarono nelle acque del Mar Rosso un gruppo navale d'attacco facente capo alla portaerei USS Constellation.
Gli aiuti internazionali giunsero tuttavia troppo in ritardo per consentire allo Yemen del Nord di ribaltare la situazione sul campo di battaglia. Vari cessate il fuoco furono negoziati e poi violati, mentre il conflitto si trascinava stancamente ancora per alcuni giorni; le forze nordyemenite tentarono varie volte di raggrupparsi per lanciare un contrattacco, ma senza successo anche grazie all'assoluto dominio del cielo acquisito dall'aviazione sudyemenita. Alla fine, grazie alla mediazione dell'Unione Sovietica (che non aveva approvato l'invasione del territorio nordyemenita da parte dei sudyemeniti), della Siria e dell'Iraq una tregua stabile venne raggiunta dai due belligeranti il 19 marzo 1979. Questo portò, il successivo 20 marzo, a un vertice di pace tra Yemen del Nord e Yemen del Sud in Kuwait: venne stabilito un ritorno allo status quo ante bellum e il ritiro delle opposte forze militari dietro i rispettivi confini, sotto la supervisione di una forza di osservatori della Lega araba; il vertice promosse anche un riavvio dei negoziati per l'unificazione dei due Yemen, i quali tuttavia finirono nuovamente con il ristagnare dopo solo un paio di anni.

## Conseguenze
Il conflitto, per quanto breve, si rivelò piuttosto sanguinoso: stando ai resoconti ufficiali, lo Yemen del Nord lamentò nel corso delle ostilità la morte di 576 uomini e la cattura di altri 824 suoi militari; le perdite ufficiali delle forze armate sudyemenite furono invece indicate in 412 caduti e 127 prigionieri di guerra.
La guerra del 1979 rappresentò l'ennesimo capitolo dell'altalenante processo di riunificazione dello Yemen, fatto di continui alti e bassi protrattisi ancora per molti anni. Proprio mentre il processo negoziale tra Sana'a e Aden avviato con gli accordi del Kuwait andava arenandosi, le trattative per una composizione pacifica tra il regime di Saleh e gli oppositori del FDN fallirono, spingendo questi ultimi a riprendere la loro guerriglia contro il governo nordyemenita. A dispetto di questa ostilità interna Saleh consolidò rapidamente il suo potere sullo Yemen del Nord, distribuendo i principali incarichi militari a membri della sua famiglia e del suo gruppo tribale e creando un efficace apparato di sicurezza nazionale, incaricato non solo di contrastare gli oppositori ma anche di tenere sotto controllo le forze armate e gli organi statali nordyemeniti. Di contro, il governo di Aden si dimostrò molto più instabile: nell'aprile 1980 Isma'il rassegnò le dimissioni da qualsiasi incarico, probabilmente l'esito di un golpe interno alla dirigenza sudyemenita promosso dall'ala più pragmatica e moderata del partito al potere. Ali Nasir Muhammad subentrò a Isma'il alla guida della RDPY: più dialogante in politica estera rispetto al suo predecessore, Nasir Muhammad portò avanti una politica di conciliazione con lo Yemen del Nord e avviò nuove trattative di unificazione con il regime di Saleh. Nell'ambito di questo nuovo corso, i sudyemeniti tagliarono il loro sostegno militare ai guerriglieri del FDN, finiti sconfitti dalle forze governative yemenite nel corso del 1982; nordyemeniti e sudyemeniti vararono la costituzione di un consiglio paritario per discutere concretamente delle questioni relative all'unificazione, e vari colloqui tra le due dirigenze portarono a un allentamento della tensione militare lungo la frontiera comune e un generale miglioramento delle relazioni tra i due Yemen.
Le aperture di Nasir Muhammad non erano tuttavia condivise dall'ala più dogmatica della dirigenza sudyemenita, capitanata dal deposto Isma'il. Il tentativo di Nasir Muhammad di eliminare in un colpo solo l'opposizione interna al suo regime portò allo scoppio di una breve ma molto violenta guerra civile dello Yemen del Sud tra il 13 e il 24 gennaio 1986: Nasir Muhammad venne sconfitto e costretto all'esilio, ma Isma'il e buona parte della dirigenza del partito rimasero uccisi nei combattimenti, lasciando il potere in mano a figure politiche di secondo piano. Con l'economia nazionale distrutta e la dissoluzione dell'Unione Sovietica che privava la RDPY del suo principale sostenitore estero, la dirigenza sudyemenita dovette infine accettare le offerte di unificazione che arrivavano dallo Yemen del Nord. Il 22 maggio 1990 fu quindi proclamata ufficialmente la nascita di una Repubblica yemenita unificata, con il nordyemenita Saleh come suo primo presidente.